# قوة متصرفة
المتصرفة هي قوة محلها مقدم التجويف الأوسط من الدماغ، من شأنها التصرف في الصور والمعاني بالتركيب والتفصيل. تركب الصور بعضها ببعض، مثل أن يتصور إنسانا ذا رأسين أو جناحين. وهذه القوة يستعملها العقل تارة والوهم أخرى. فباعتبار الأول تسمى مفكرة، لتصرفها في المواد الفكرية، وباعتبار الثاثي تسمى متخيلة، لتصرفها منها في الصور الخيالية.